# Xantho hydrophilus
El cangrejo verrugoso (Xantho hydrophilus) es una especie de crustáceo decápodo de la familia Xanthidae. Presenta una coloración marrón amarillenta y el ancho de su caparazón puede llegar a medir hasta 70 mm. Es un animal herbívoro de costumbres nocturnas que vive en aguas marinas poco profundas desde el oeste de Escocia hasta las islas de Cabo Verde.

## Descripción
El caparazón de Xantho hydrophilus alcanza una anchura de 70 mm y una longitud de hasta 22 mm. Presenta cinco lóbulos. Es de color marrón amarillento, a excepción de las puntas de la quelas, que son de color negro. X. hydrophilus se asemeja a X. pilipes, de los que se diferencia por la ausencia de franjas en las terminaciones de sus "extremidades" desde el segundo hasta el quinto par de pereiópodos.

## Ecología
Xantho hydrophilus vive bajo piedras en las playas arenosas y pedregosas, por debajo de la zona intermareal, hasta una profundidad de 40 m. De hábitos herbívoros, se alimenta principalmente de diversas especies de algas, siendo principalmente activos durante la noche.
El apareamiento tiene lugar en primavera, y las hembras llevan los huevos fertilizados en sus pleópodos de marzo a julio; las larvas pueden ser encontradas dentro del plancton la mayor parte del verano.

## Distribución
Xantho hydrophilus se encuentra desde el mar Mediterráneo, las islas de Cabo Verde, las islas Azores y las islas Canarias en el sur, al norte de las costas oeste y sur de las islas británicas, alcanzando su límite norte en el oeste de Escocia. Sin embargo, las poblaciones presentes en el mar Mediterráneo han sido reconocidos como un taxón independiente, inicialmente como una subespecie (X. h. granulimanus), pero en la actualidad es considerada una especie distinta: Xantho granulimanus.

## Taxonomía
Xantho hydrophilus fue descrita por primera vez por Johann Friedrich Wilhelm Herbst en 1790, bajo el nombre de Cancer hydrophilus. Posteriormente fue descrito como Cancer floridus por George Montagu en 1808 y como Cancer incisus por William Elford Leach en 1814.
Confusamente, también se le ha denominado por nombres de otros taxones, como Xantho poressa y Xantho pilipes. Incluso en 1894, una especie de cangrejo del Indo-Pacífico fue nombrada como Xantho incisus por Henri Milne-Edwards, sin embargo en la actualidad dicha especie recibe el nombre de Lophozozymus incisus.